# Harburg (Schwaben)
Harburg település Németországban, azon belül Bajorországban. Lakosainak száma 5652 fő (2023. december 31.).

## Népesség
A település népessége az elmúlt években az alábbi módon változott:
| Lakosok száma | 1270 | 2677 | 3174 | 5711 | 5465 | 5435 | 5508 | 5496 | 5574 | 5652 |
|               | 1875 | 1950 | 1975 | 1987 | 2012 | 2014 | 2016 | 2017 | 2021 | 2023 |

## Fekvése
A Donauwörthtől északkeletre, a B2-es út mellett fekvő település.

## Története

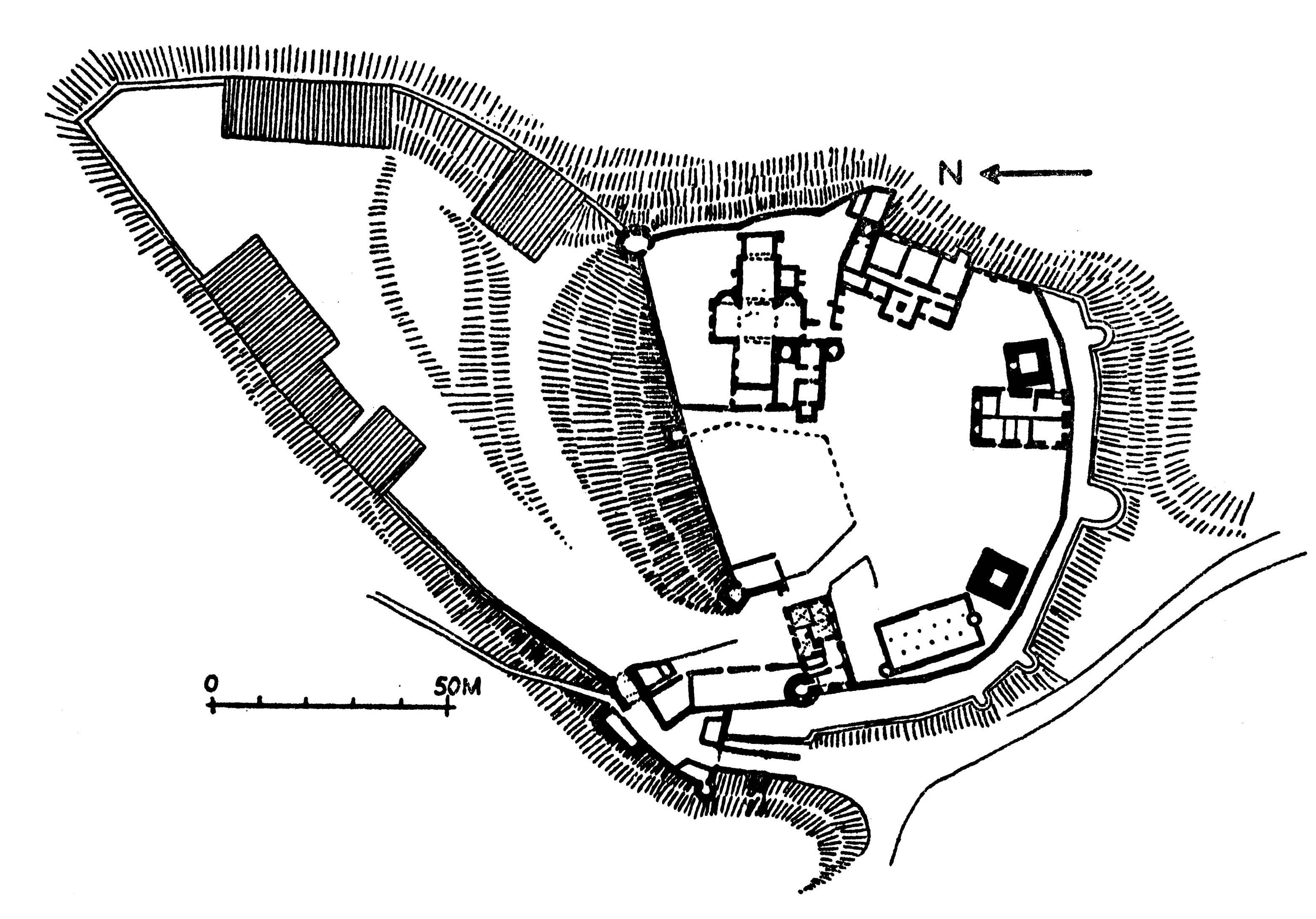

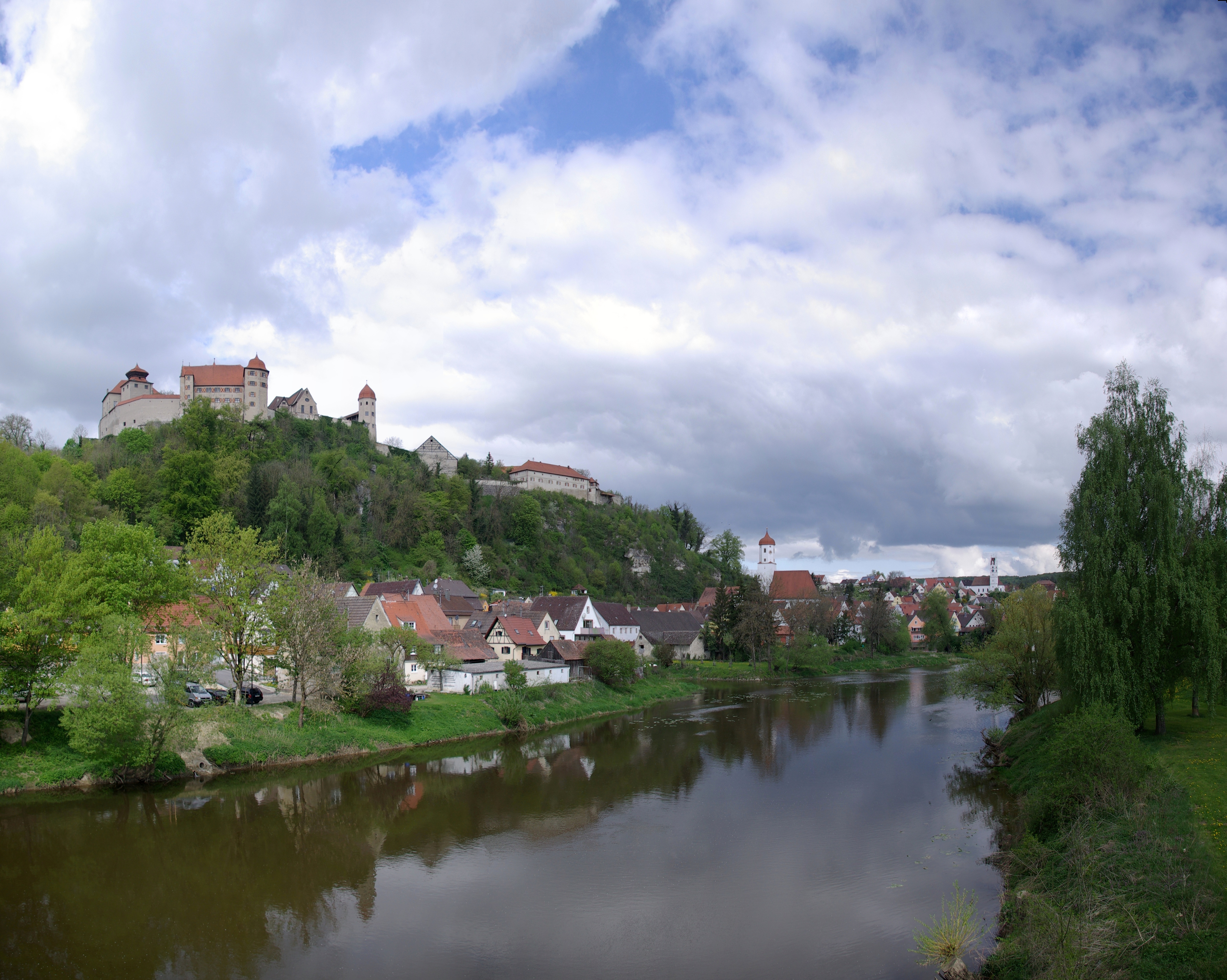

Harburg várát 1150-ben említették először. A vár valamikor a lovagi kultúra jelképe volt. Ekkortájt a Stauf-család birtoka volt és császárok lakták. 1418-ban a várat Zsigmond német-római császár (és magyar király) az Ottingen grófi családnak adományozta. Később a császárok korában az erőddé kiépített vár nem tudott ellenállni Habsburg Ferdinánd csapatainak. A vár - az erődfolyosó, az Öreg-torony, a kastélytemplom és a lakóépület lovagterme (Rittersaal) - épségben fennmaradt. A főépletéhez vezető kapura az 1740 kemény telén a várba besétált farkas fejhét tűzték ki. A vár 127 méter mély kútja egészen a Wörnitz vizébe ér.
A vár félelmetes Tolvajok tornya (Diebsturm) második emeletén fűthető cellák voltak; az első emeleten levő cellák egyikében pedig még áll az a rácsos szekrény, amelybe külön fenyítésül a foglyokat zárták be. A súlyosabb eseteket: az Oettingen család személyes ellenségeit pedig a földszintről csigaszerkezeten engedték le a pincebörtön 3 m vastag falai közé.
A vár főépületében múzeum van, melyben a reneszánsz legnagyobb faszobrászának Tilman Riemenschneidernek néhány műve és más faragványok mellett román stílusú elefántcsont faragványok, gótikus faliszőnyegek, reneszánsz ötvösmunkák gyüjteménye található. 14 000 kötetes könyvtárában pedig több ezer illusztrált kézirat, ősnyomtatvány, rézkarc és rajz tekinthető meg.
Harburg városát 1806-ben csatolták Bajor Királysághoz.
A településen fagerendás házak találhatók, a festői Wörnitz folyó felett pedig régi kőhíd ível át.

## Galéria

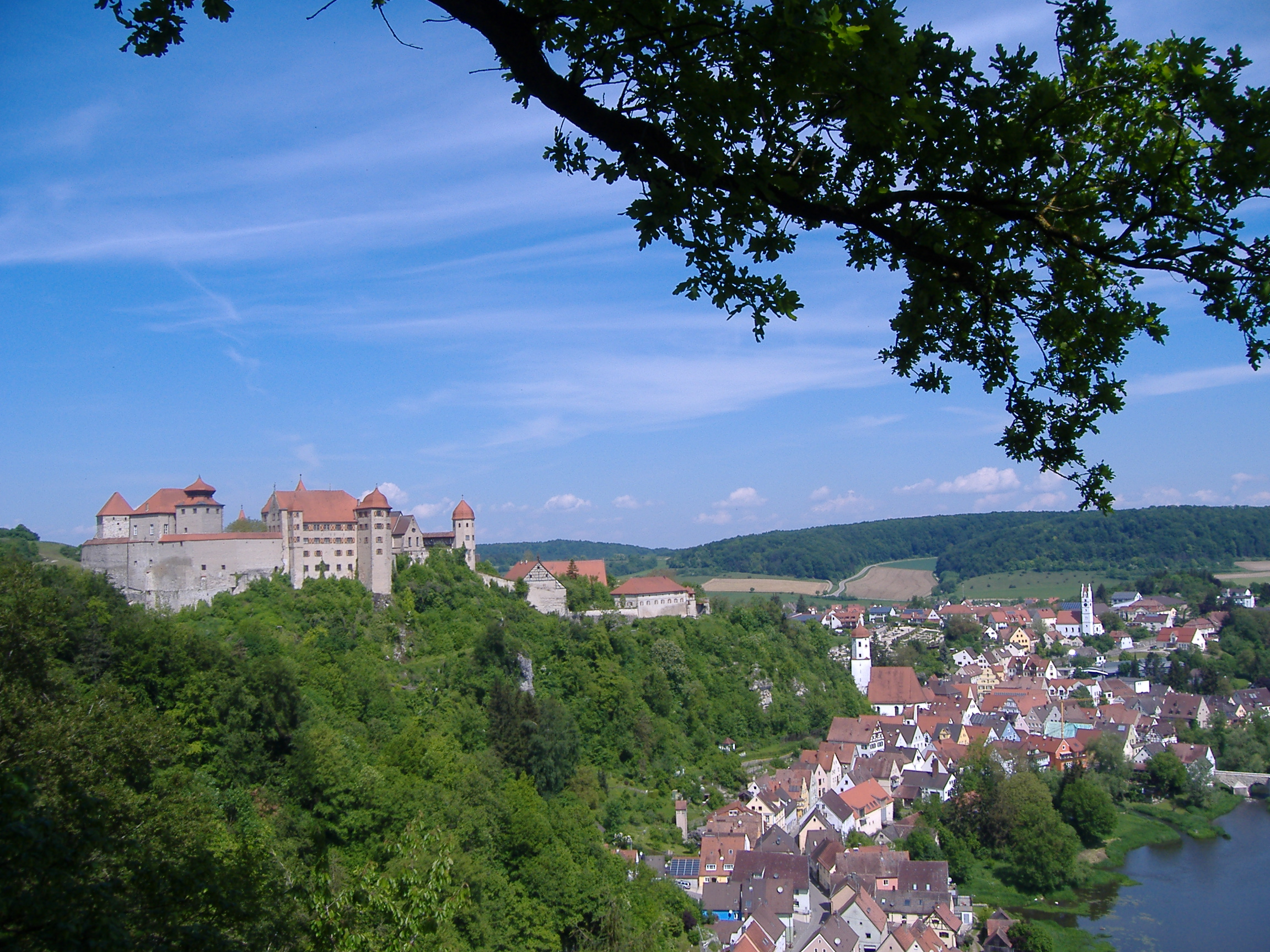
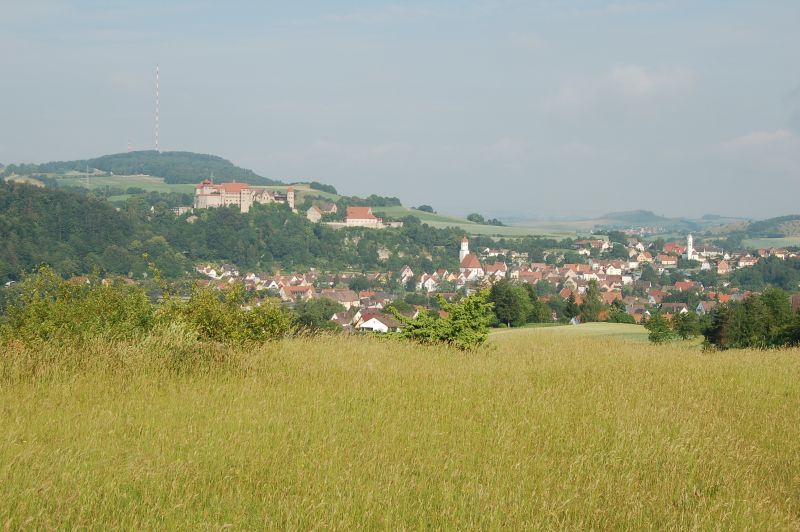
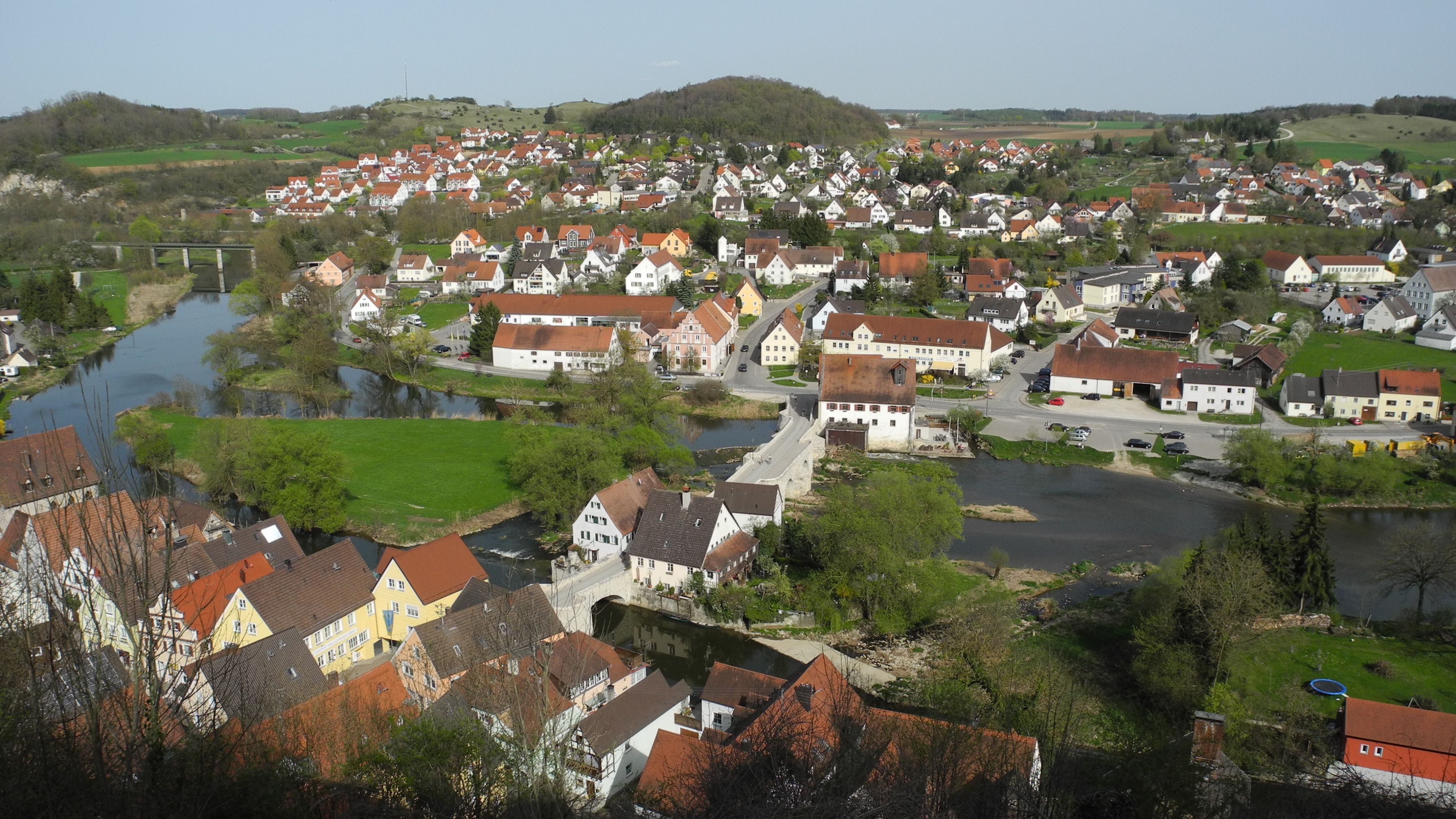
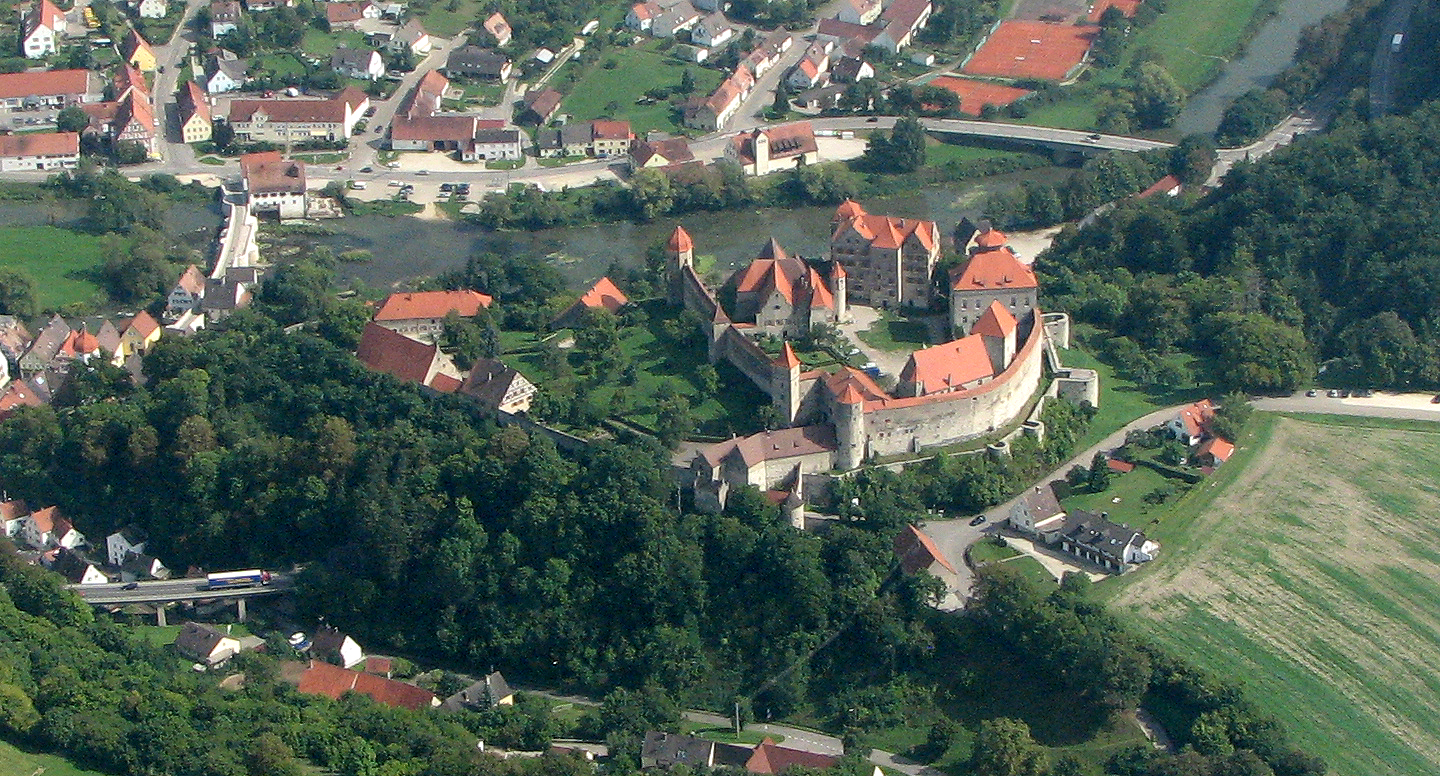
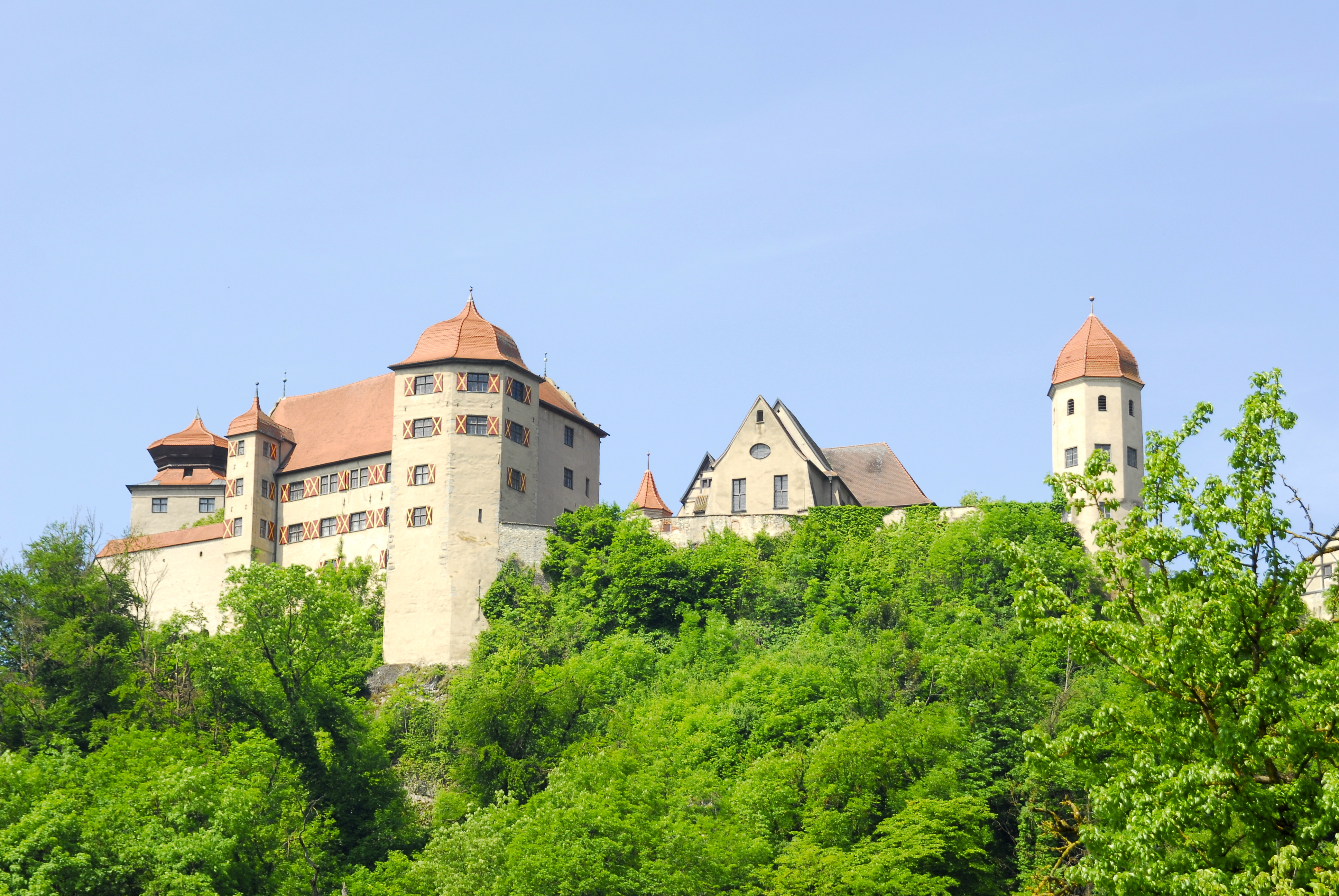
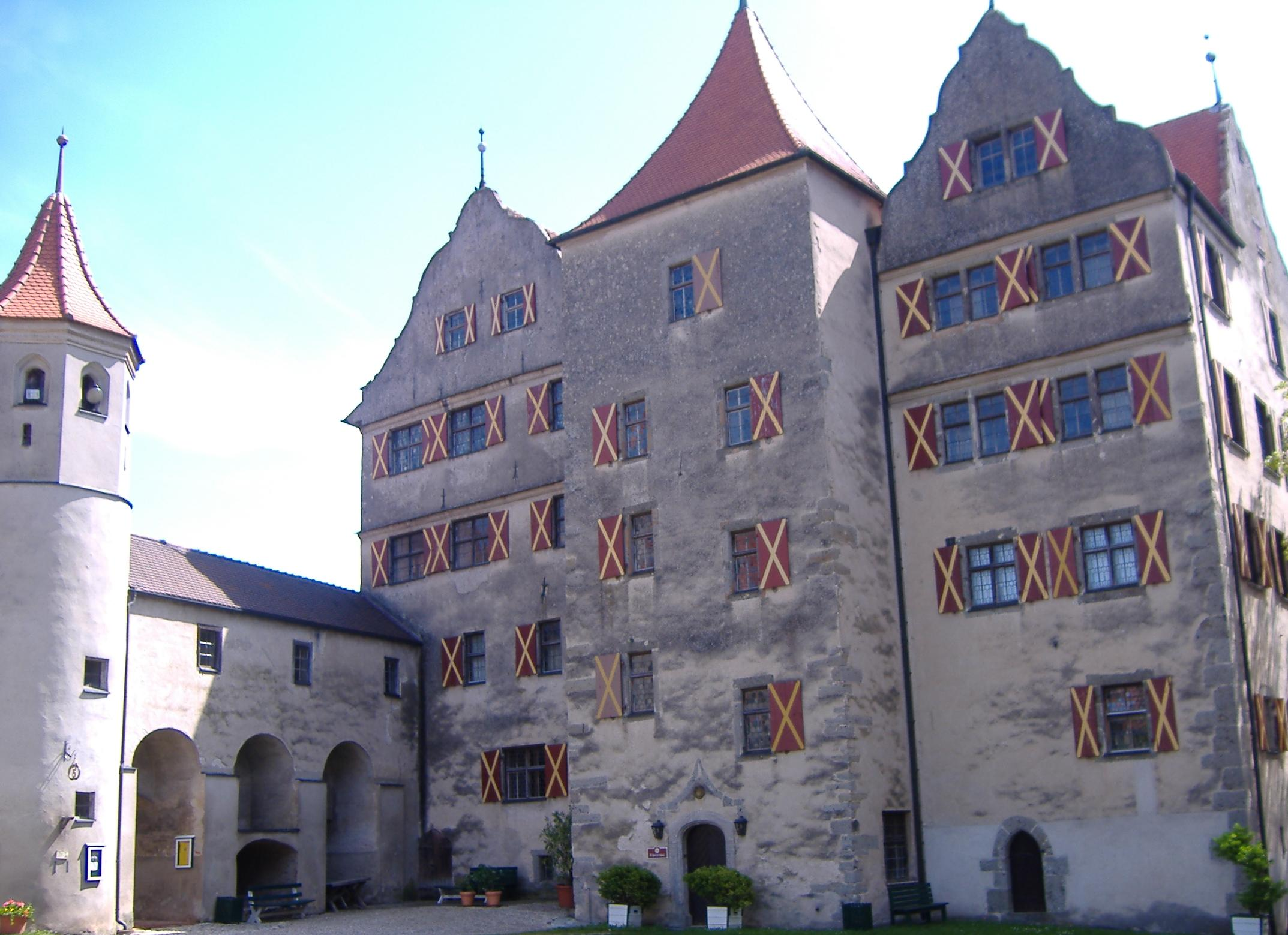
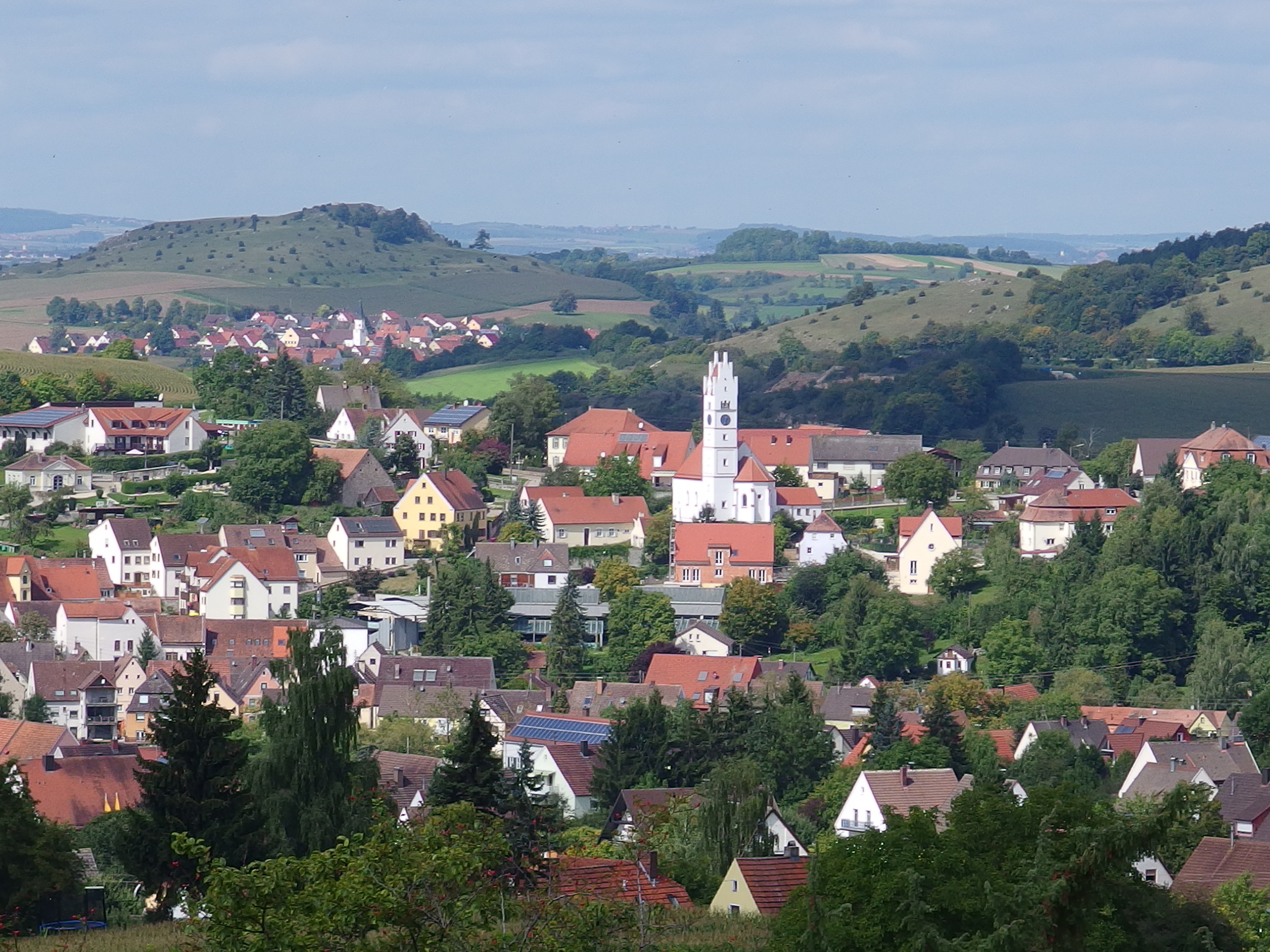
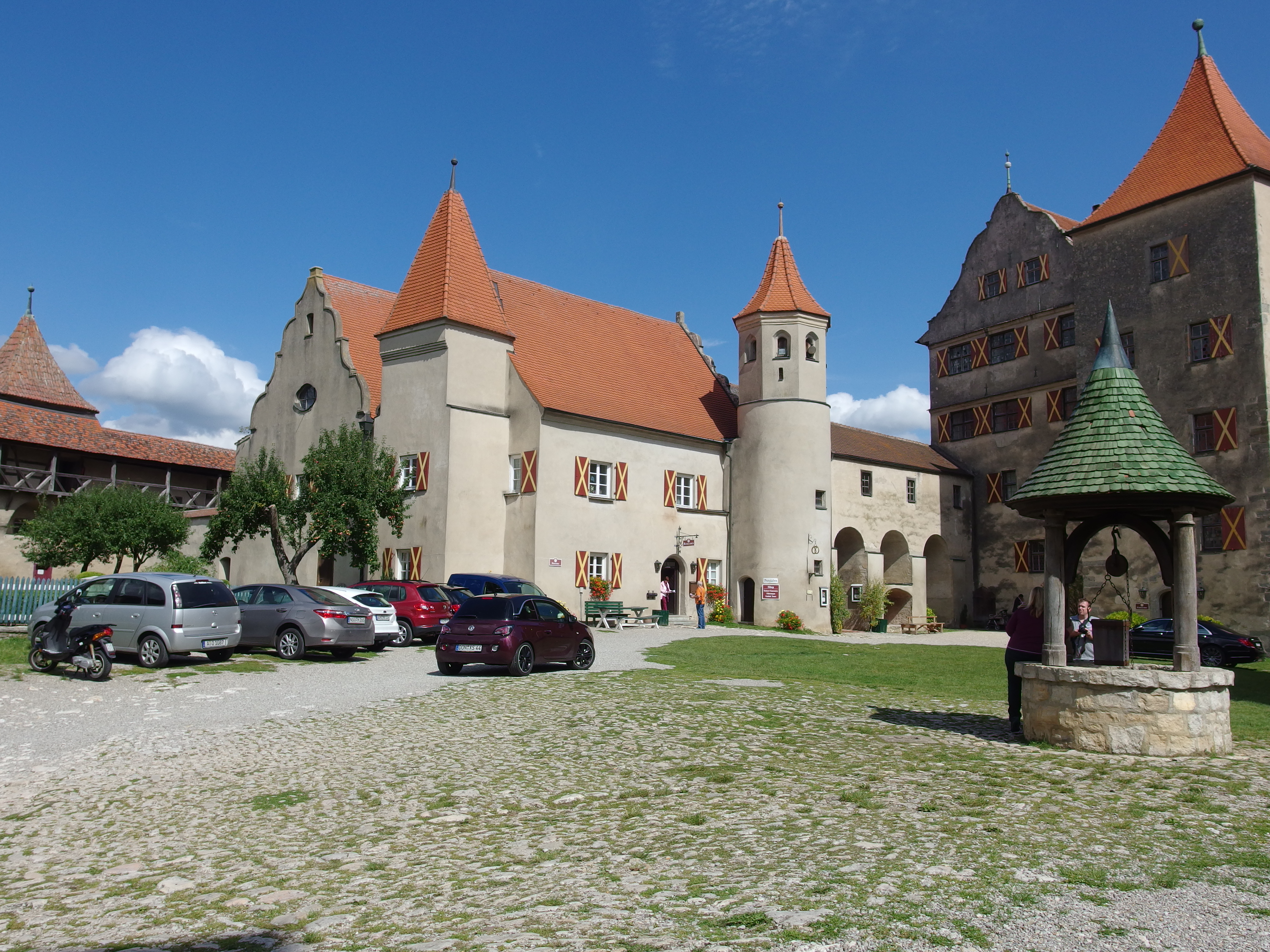
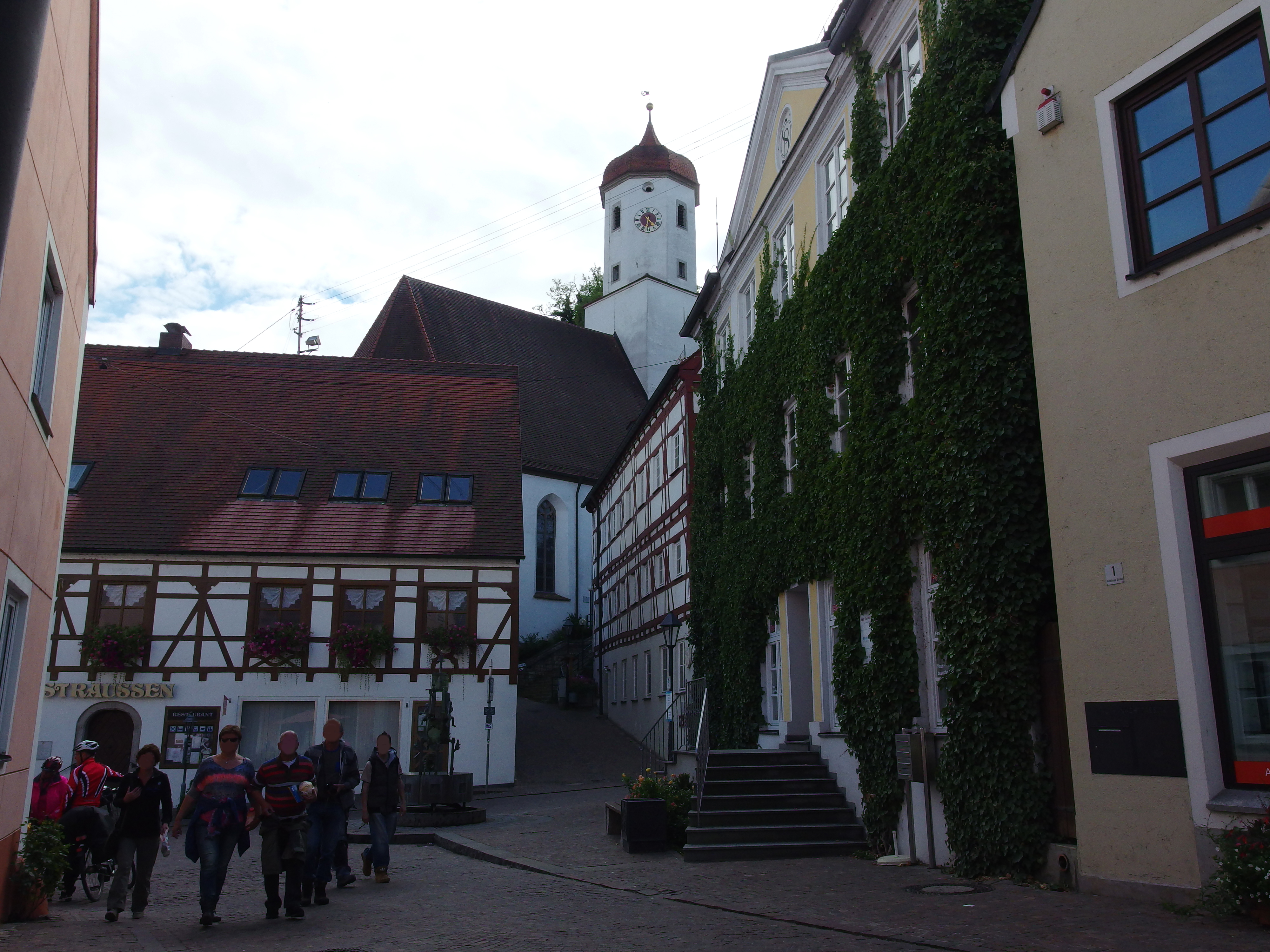
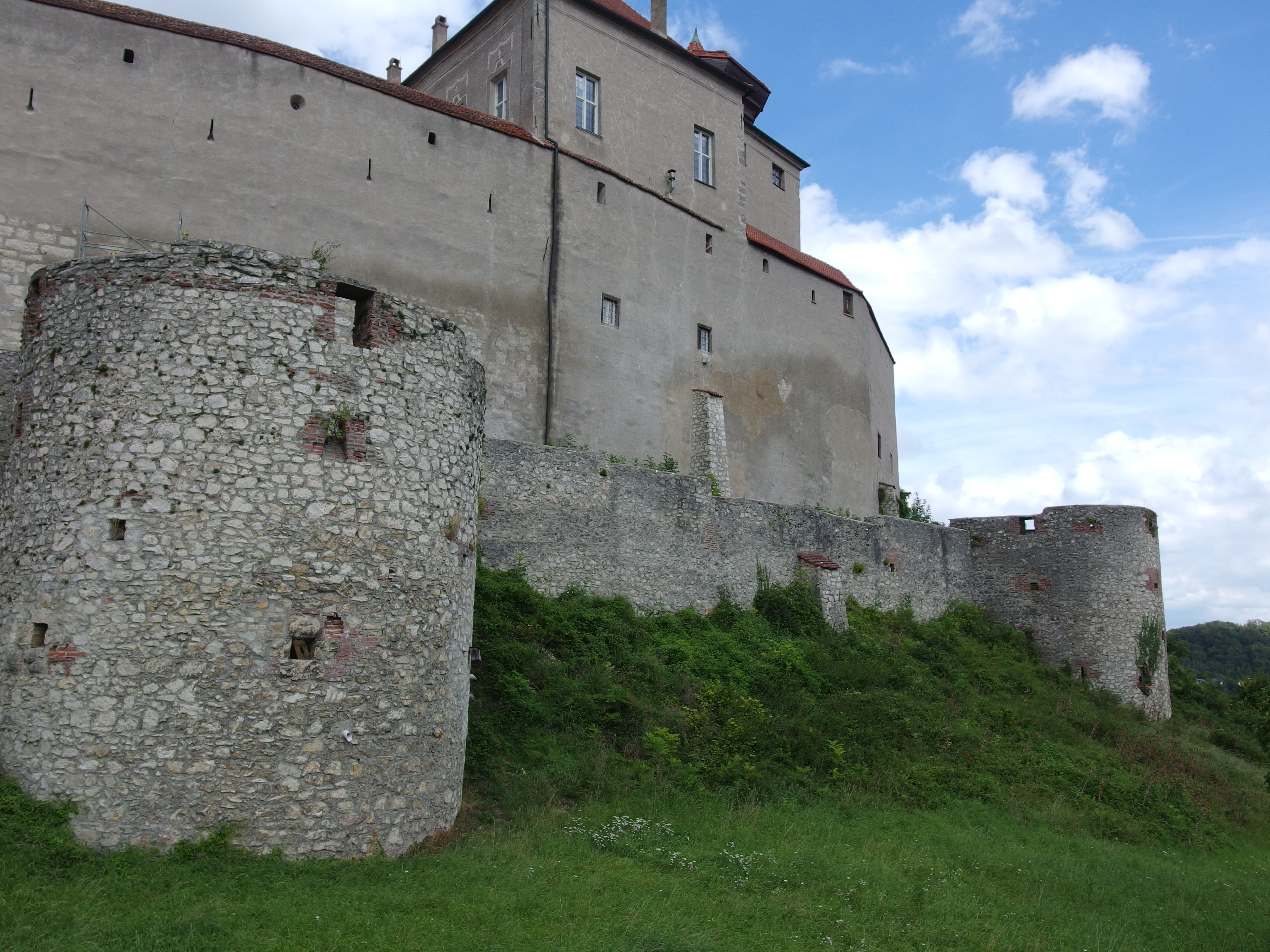
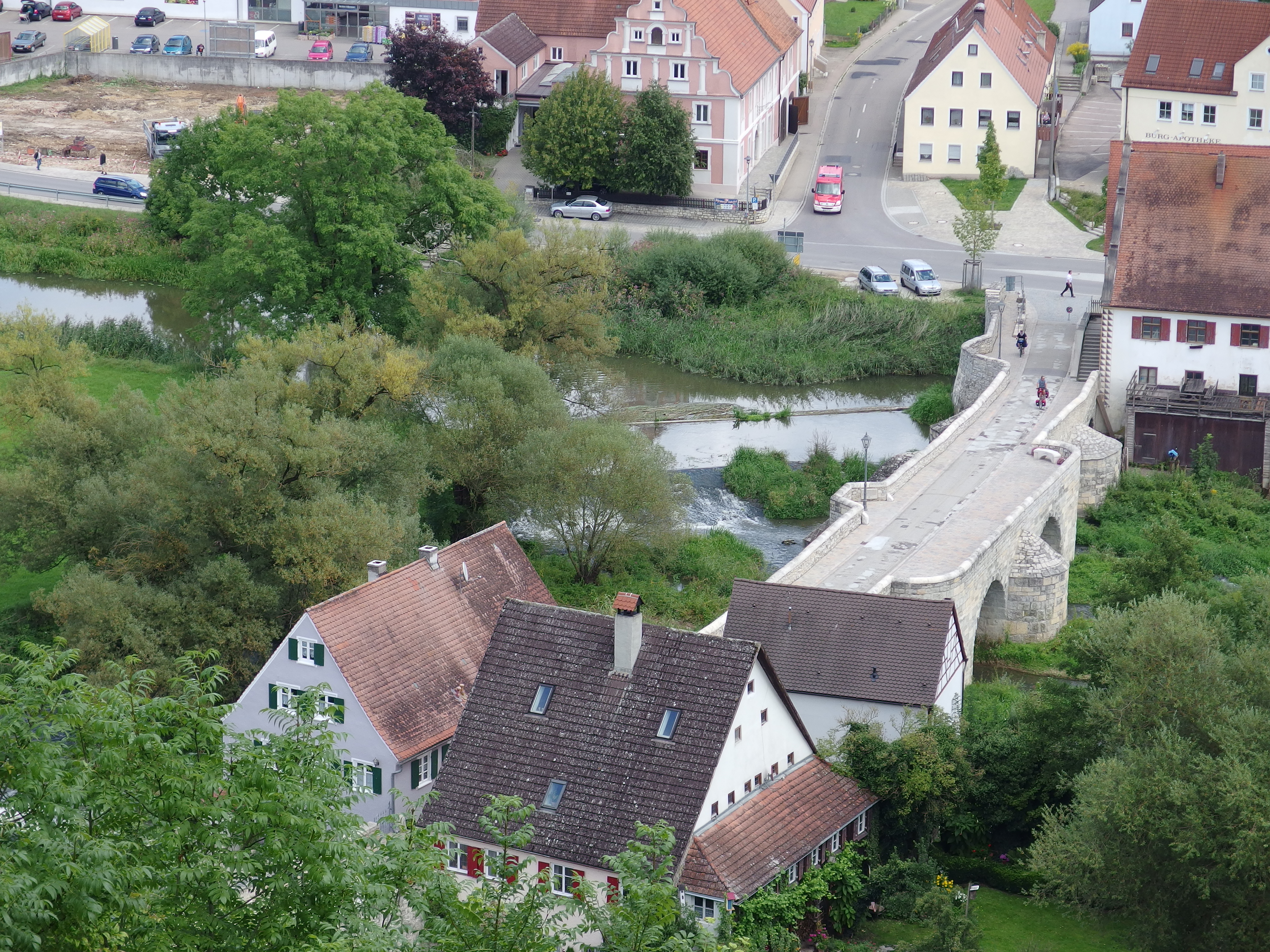
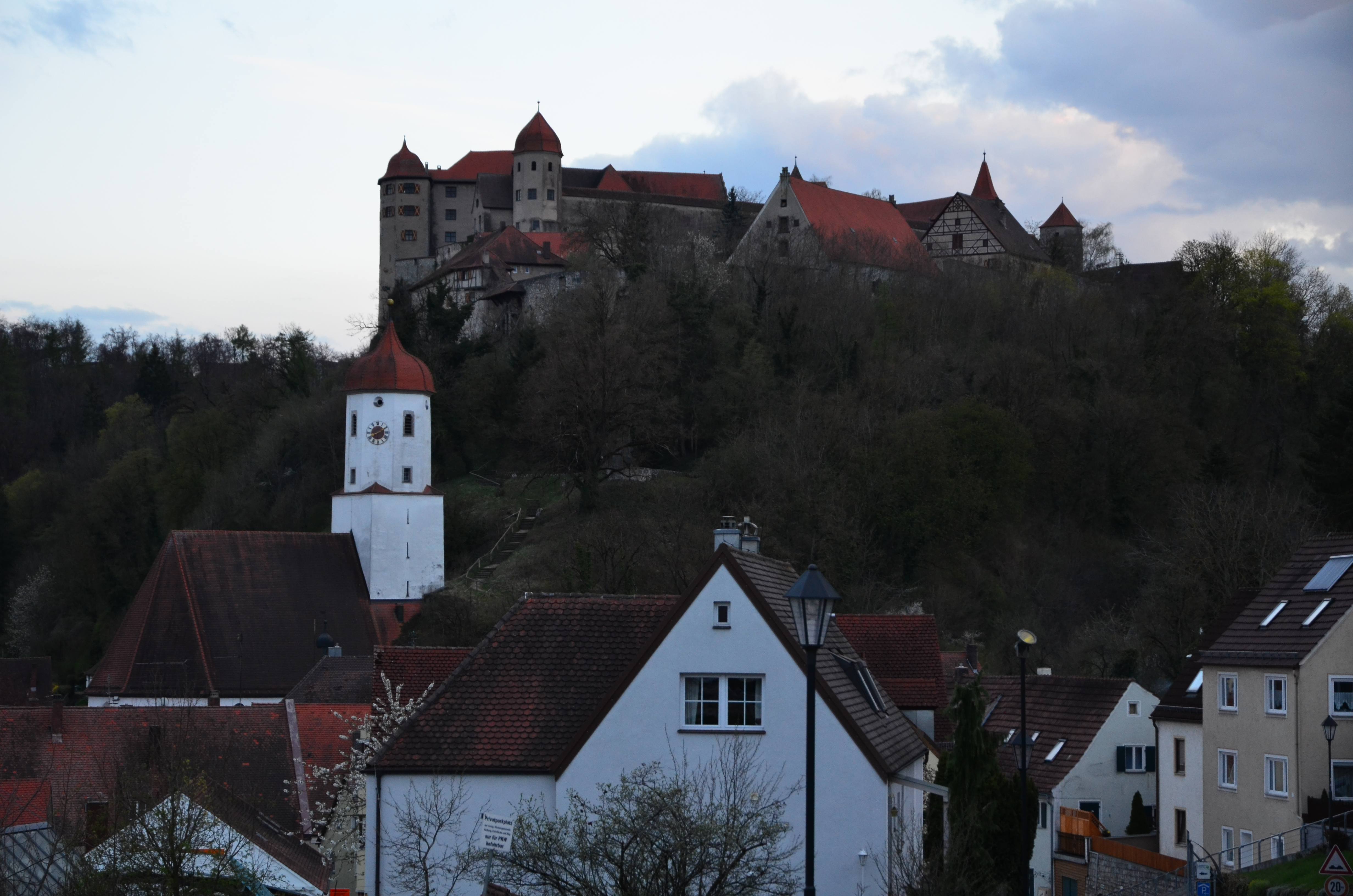
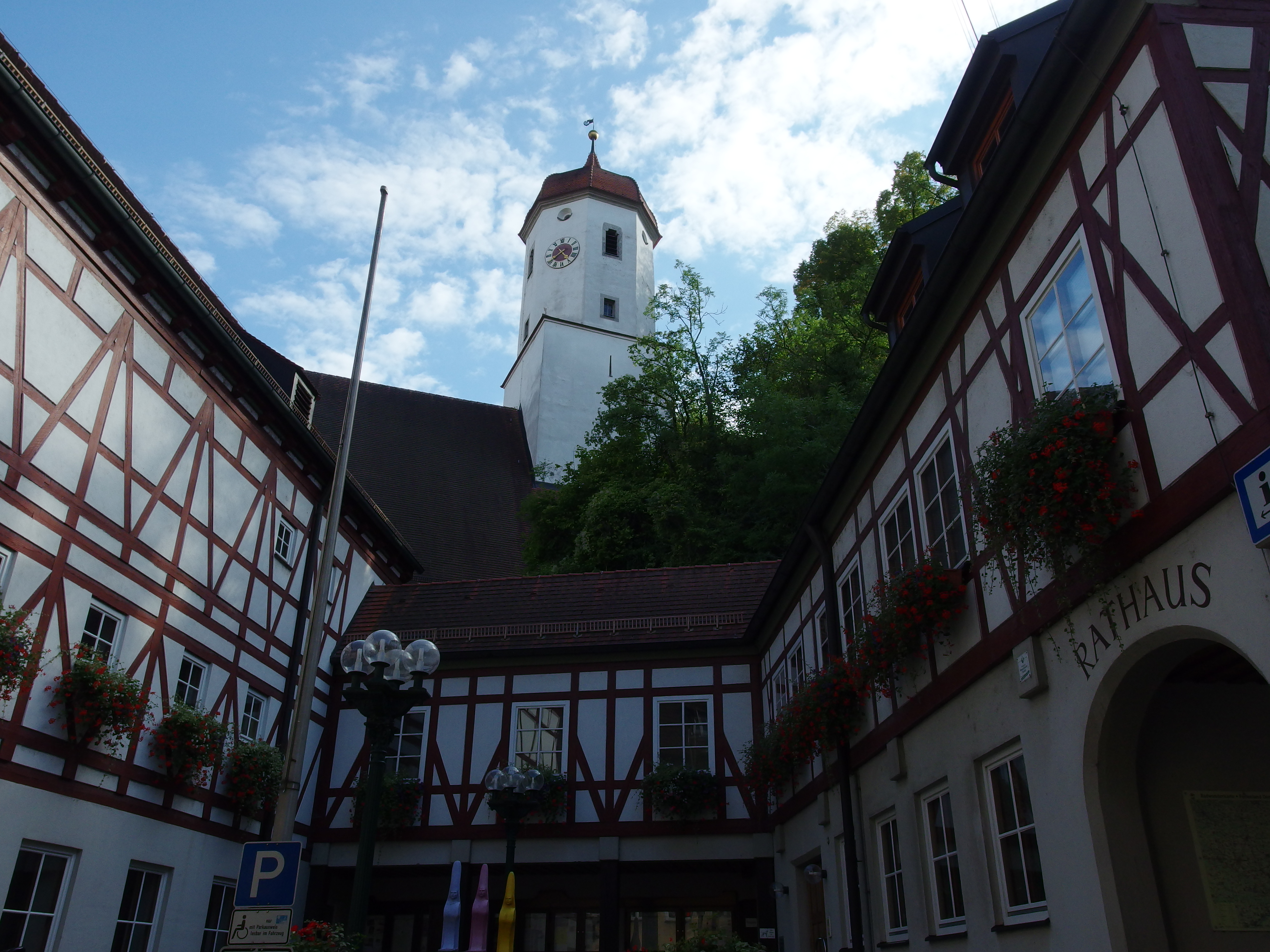
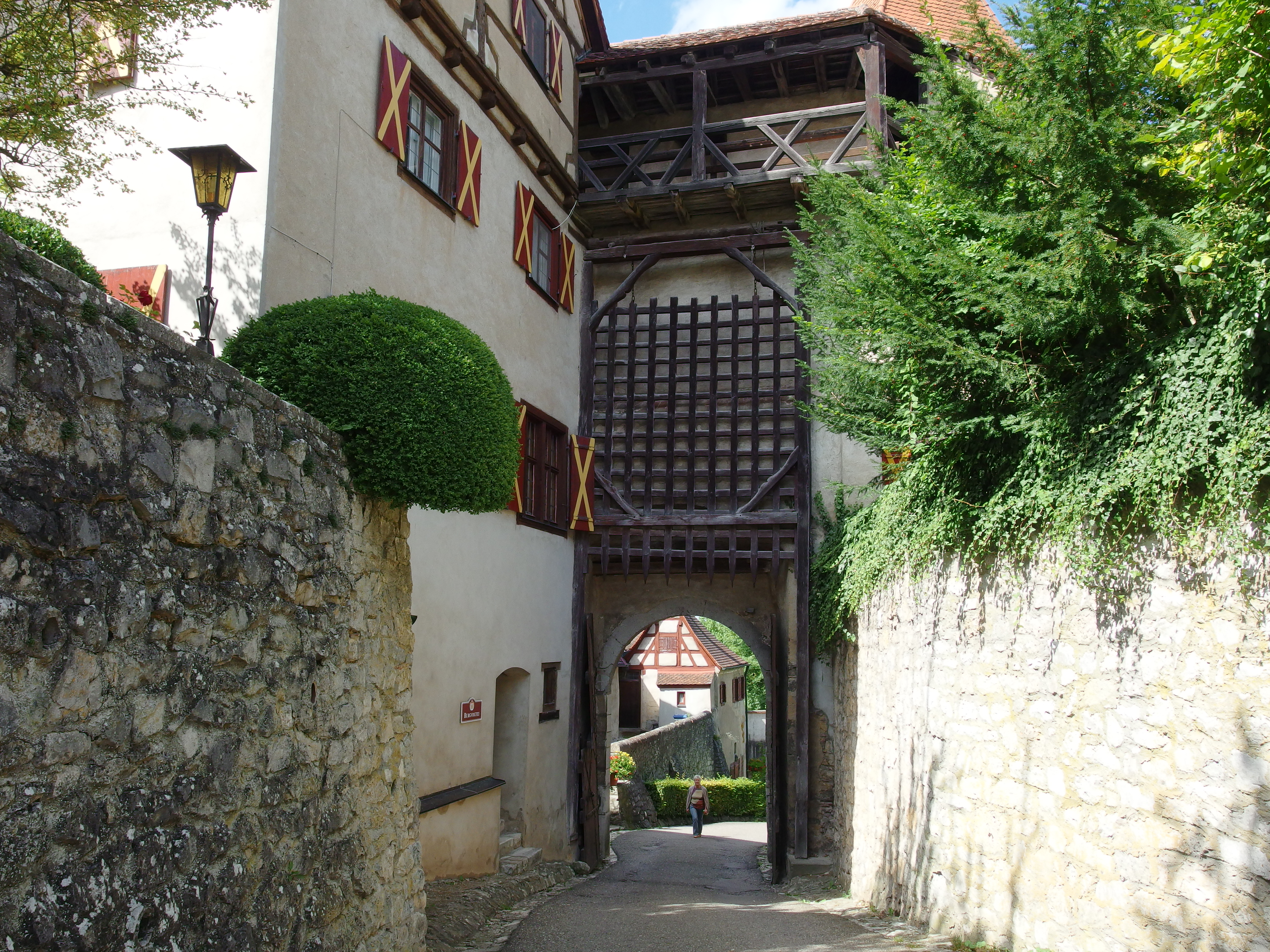
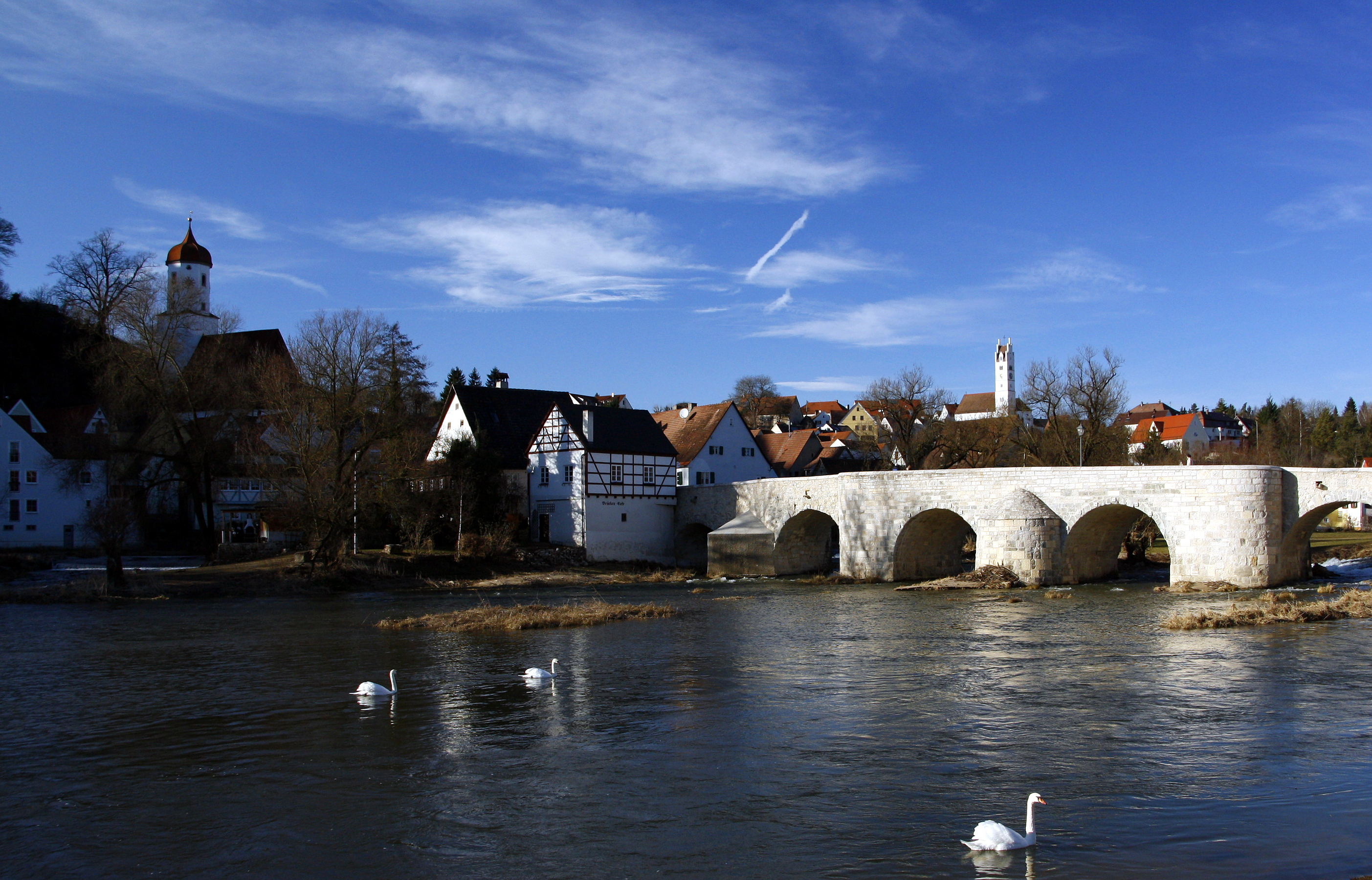
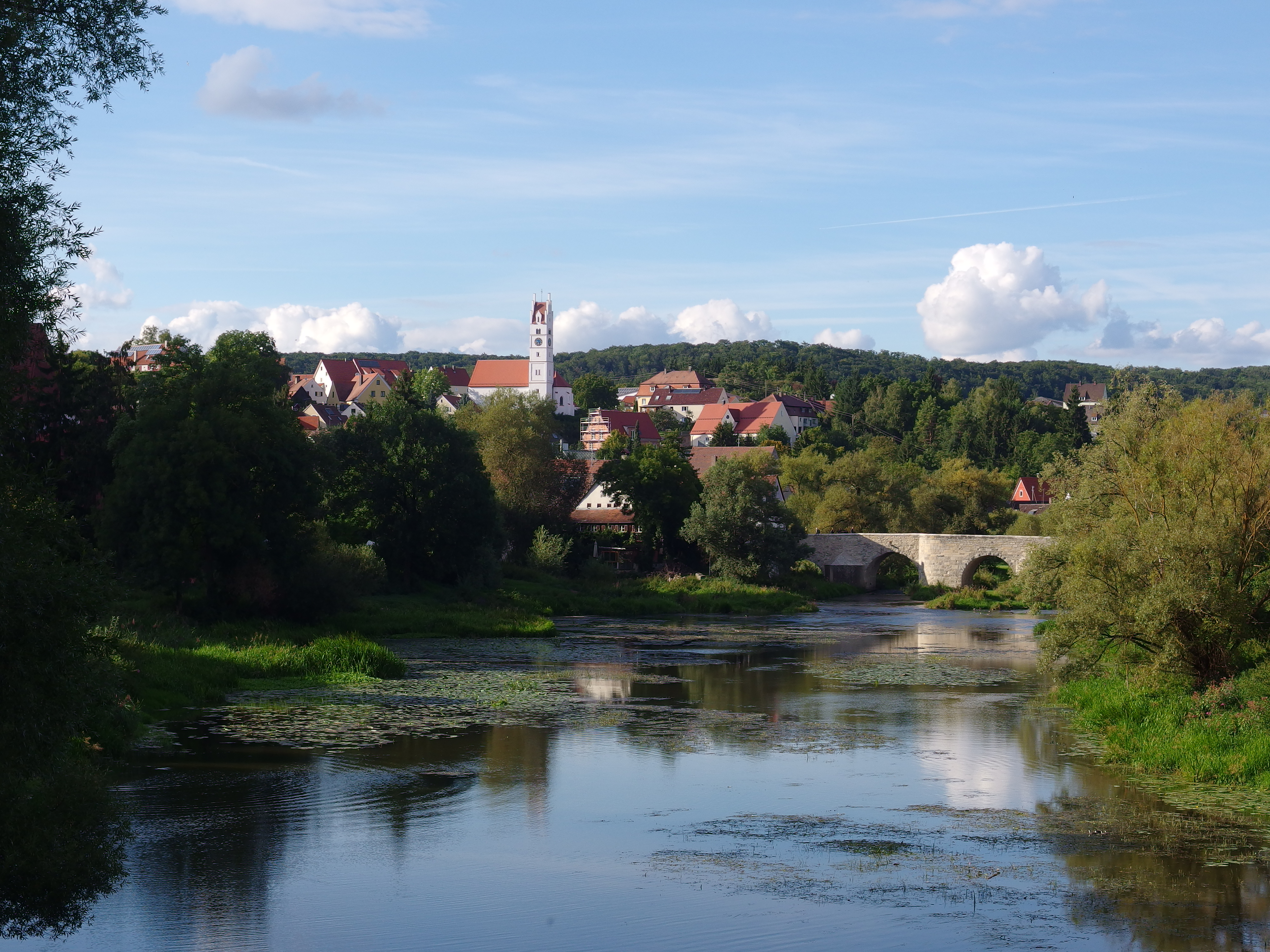